# 前田哲 (官僚)

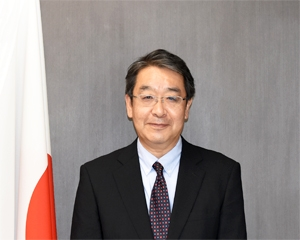
在カタール日本国大使館ホームページより

前田 哲（まえだ さとし、1958年〈昭和33年〉4月8日 - ）は、日本の防衛官僚。千葉県鎌ケ谷市出身。千葉県立千葉高等学校卒業、東京大学法学部卒業（昭和58年）。

## 略歴
（主要略歴のうち官公庁名は政府刊行物に従い、当時のもので表記）
1983年（昭和58年）4月、防衛庁に入庁。主な職歴として在アメリカ合衆国日本国大使館一等書記官、防衛施設庁横浜防衛施設局施設部長、防衛庁運用局運用課長、警察庁長官官房参事官、防衛省大臣官房文書課長、同省報道官。
2010年（平成22年）12月16日、菅直人改造内閣において防衛省出身としては初となる内閣総理大臣秘書官に起用される。
防衛省地方協力局次長、内閣官房内閣審議官を経て、2015年（平成27年）10月1日、防衛省防衛政策局長。2018年（平成30年）8月内閣官房副長官補（兼）国家安全保障局次長（兼）内閣サイバーセキュリティセンター長。
2020年 (令和2年) 8月7日、退任。
2021年 (令和3年)10月、駐カタール特命全権大使。